# Brășăuți
Brășăuți – wieś w Rumunii, w okręgu Neamț, w gminie Dumbrava Roșie. W 2011 roku liczyła 643 mieszkańców.